# بحث علاجي لمرض فيروس إيبولا

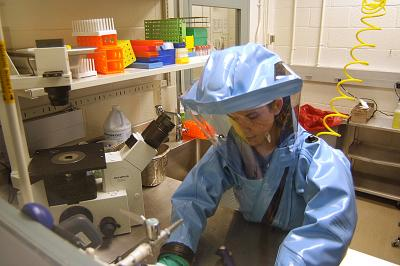
باحثة تعمل على فيروس إيبولا وهي ترتدي البدلة الضغط الموجبة BSL-4

مرض فيروس إيبولا (بـ الانجليزية: Ebola virus disease ) (بحث) أو ببساطة الإيبولا، هو مرض يؤثر على البشر والاوليات الأخرى التي تسببها فيروسات الإيبولا بـ الانجليزية  (ebolaviruses). لا يوجد علاج أو علاج محدد معتمد حالياً، والعلاج هو بـ الرعاية التلطيفية في المقام الأول في الطبيعة.

## Overview
في مارس 2014، أعلنت منظمة الصحة العالمية عن تفشي فيروس إيبولا في غينيا، وهي دولة غربية في أفريقيا. وانتشر المرض بسرعة إلى البلدان المجاورة في ليبريا وسيراليون. إن تفشي فيروس إيبولا في غرب أفريقيا عام 2014 هو أكبر تفشي موثق للإيبولا على الإطلاق، والأولى في المنطقة. 
وقال مدير المعهد الوطني الأمريكي للحساسية والأمراض المعدية إن المجتمع العلمي لا يزال في المراحل الأولى لفهم كيفية علاج العدوى بفيروس إيبولا ومنعها.

وقد أدى عدم توفر العلاجات في المناطق الأكثر تضرراً إلى إثارة الجدل، حيث دعى البعض إلى إتاحة الأدوية التجريبية على نطاق أوسع في أفريقيا على أساس إنساني، بينما حذر البعض الآخر من أن إتاحة العقاقير غير المثبتة على نطاق واسع ستكون غير أخلاقية، خاصة في ضوء التجارب السابقة التي أجرتها شركات الأدوية الغربية في البلدان النامية. ونتيجةً لهذا الجدل، في 12 آب / أغسطس، أيد فريق خبراء تابع لمنظمة الصحة العالمية استخدام التدخلات ذات الآثار غير المعروفة حتى الآن بالنسبة لكل من العلاج والوقاية من فيروس إيبولا، وقال أيضاً إن تحديد العلاجات التي ينبغي استخدامها وكيفية توزيعها فإن هذه المسائل هي مسائل تحتاج إلى مزيد من المناقشة.
ومن الواضح أن التجارب التقليدية لدراسة الفعالية من خلال تعرض البشر للمرض غير ممكنة في هذه الحالة. لمثل هذه الحالات، قد أنشأت إدارة الأغذية والعقاقير (إدارة الغذاء والدواء (الولايات المتحدة)) «قاعدة فعالية الحيوان» السماح بترخيص محدود ليتم الموافقة على أساس الدراسات نموذج حيواني التي تكرر المرض البشري، جنبا إلى جنب مع أدلة على السلامة. ويجرى النظر في عدد من العلاجات التجريبية لاستخدامها في سياق هذه الفاشية، ويجرى حاليا أو سيخضع قريبا التجارب السريرية. وقد أطلقت شبكة المجتمع العالمي بالتعاون مع معهد سكريبس للأبحاث مشروع حوسبة موزعة هو «أوتسمارت إيبولا معا»، للمساعدة في إيجاد مركبات كيميائية لمكافحة المرض. وهو يستخدم قدرة معالجة الخمول من أجهزة الكمبيوتر المتطورة وأقراص. 
وقد أنشأ مركز البحوث والعلاج الوبائي والميكروبيولوجي في مقاطعة كينديا الغينية. وقد تم تصميم المركز من قبل أخصائيين روسال (RUSAL) بمساعدة علماء روسبوتربنادزور (Rospotrebnadzor) (استثمرت روسال 10 ملايين دولار).

## العلاجات التجريبية التي يجري بحثها
- ZMapp هو مزيج من ثلاثة أجسام مضادة لها تأثير إيجابي على القرود المصابة بفيروس إيبولا[10][10][10][./Ebola_virus_disease_treatment_research#cite_note-11 [11]] . استخدمت كمية محدودة من الدواء لعلاج عدد قليل من الأفراد المصابين بفيروس إيبولا في وقت مبكر من الانتشار المفشي للمرض غرب أفريقيا 5-2014. بالرغم من تعافي بعض المصابين إلا أن النتائج العامة لم تكن ذات  دلالة إحصائية. [11][12] تم إجراء محاولة 1/2 في كل من ليبيريا والولايات المتحدة في 27 فبراير 2015.[13][14]
- (افيجن)دواء مضاد فيروسات واسع المجال أثبتت نجاحها في الفأر المصاب بفيروس إيبولا. المرحلة 2 : تجربة سريرية بدأت في غينيا في ديسمبر عام 2014، [15][16] مع تقارير أولية تشير إلى أن لديه بعض الفوائد.[17]
- (فرودنسين) هو مضاد فيروسات مضاهئ نوكليوزيد تم تطويره من قبل  BioCryst Pharmaceuticals . تم إجراء محاولة 1 في ديسمبر 2014.[18][19] تم إثبات فعالية هذا الدواء في القرود المصابة بفيروس إيبولا.[20]
- ضد وحيد النسيلة أُخذ من عينة دم من المصابين بفيروس إيبولا تحت إشراف ثيراكلون سياتل. [21]
- Brincidofovir هو مضاد فيروسات واسع المجال حاز على موافقة إدارة الغذاء والدواء كدواء تجريبي بعد نجاحه في معالجة فيروس إيبولا في المختبر.  [22] تم إجراء تجربة سريرية في جانيوري 2015 في ليبيريا ولكن توقفت لعدم توفر المشاركين المناسبين لهذه التجربة.[23][24] [25]
- TKM-Ebola هو دواء من نوع تداخل الحمض النووي الرايبوزي. تم إجراء تجربة سريرية في 11 مارس 2015. ولكن بعد إثبات فشلها في 19 يونيو تم إيقاف إضافة الأشخاص لهذه التجربة. كان التحليل الإحصائي جاريا في ذلك الوقت.[26] [27]
- AVI-7537 هو مضاد فيروس تم تطويره من قبل Sarepta Therapeutics وتم إثبات فعاليته في القرود المصابة بفيروس إيبولا.[28][29] محاولة 1 في مايو 2010 إلي نوفمبر 2011 أثبتت أن هذا لادواء آمن للإستخدام من قبل أشخاص أصحاء.[30][31] ولكن تم إيقاف محاولة 1 أخرى بسبب قيود التمويل. [32]
- JK-05 هو مضاد فيروسات تم تصويره من قبل Sihuan Pharmaceutica بالتعاون مع Academy of Military Medical Sciences. في التجارب على الفئران، استطاع هذا الدواء أن يثبت فعاليته لعلاج الكثير من الفيروسات من ضمنهم فيروس أيبولا. ويزعم أن لديها بنية جزيئية بسيطة، والتي ينبغي أن تكون قابلة بسهولة لتخليق نطاق المتابعة للإنتاج بالجملة. وقد أعطي هذا الدواء الموافقة الأولية من السلطات الصينية على أن تكون متاحة للعاملين الصحيين الصينيين المشاركين في مكافحة تفشي المرض، و Sihuan يستعدون لإجراء تجارب سريرية في غرب أفريقيا.[33][34]
- •	ميل 77 (MIL 77) وهو عقار تجريبي يستخدم للمرة الأولى في حالة إجلاء طبي في المملكة المتحدة، وقد نجا المصاب من الفيروس بعد تلقي هذا الدواء. وقد أكد الأطباء الذين استخدموا هذا العلاج أنه من السابق لأوانه التكهن بأن هذا الدواء كان فعالا في تعافي المصاب. تم اختبار هذا الدواء في 18 قرود مصابة بالفيروس القاتل، ونجحت جميع الرئيسيات وفقا للباحثين. ميل 77(MIL 77) يشبه زماب (ZMapp).

## منتجات الدم
صرحت منظمة الصحة العالمية بأن نقل الدم الكامل أو مصل الدم المنقى من الناجيين من فيروس إيبولا فيه أعلى إمكانية للتنفيذ مباشرة، وأصدرت توجيهات مؤقتة لهذا العلاج.  في نوفمبر عام 2014 بدأت دراسة في سيراليون وقد أظهرت النتائج الأولية بأن معدل النجاة هو 80%. التجارب في ليبيريا وغينيا بدأت في يناير 2015, وكان التمويل من مؤسسة ذا غيتس. تم استخدام نقل الدم أيضًا في عام 1995 عندما تفشّى المرض في جمهورية الكونغو الديموقراطية، ونجى 7 مصابين من أصل 8.   

## أدوية بدون نشاط ضد ايبولا
ريبافيرين أيضًا يُعرف بأنه غير فعّال ضد فيروس إيبولا بالرغم أنه فعال ضد أنواع الحمى النزفية الفيروسية الأخرى مثل حمى لاسا. تم تجربة علاج الإنترفيرون لمعالجة مرض فيروس إيبولا ولكن تم الاستنباط بأنه غير فعّال. 

## الاختبارات التشخيصية المحتملة
من القضايا التي تعوق السيطرة على فيروس إيبولا أن الاختبارات التشخيصية المتاحة حاليا تتطلب معدات متخصصة وموظفين مدربين تدريبا عاليا.
ونظراً لوجود عدد قليل من مراكز الاختبارات المناسبة في غرب أفريقيا، فإن ذلك يؤدي إلى تأخير التشخيص. في ديسمبر، سيهدف مؤتمر في جنيف إلى العمل مع أدوات تشخيصية يمكن أن تحدد الإيبولا بصورة موثوقة وبسرعة أكبر. هذا الاجتماع، الذي عقدته منظمة الصحة العالمية والمؤسسة الغير الربحية مؤسسة ابتكار التشخيصات الجديدة يسعى إلى تحديد اختبارات يمكن إستخدامها من قبل طاقم غير مدرب، ولا تتطلب استخدام الكهرباء أو يمكن أن تنفذ باستخدام البطاريات أو الطاقة الشمسية وتستخدم كواشف بمقدرتها أن تتحمل درجات حرارة تصل إلى 40 درجة مئوية.
اعتبارًا من فبراير 2015 هناك عدد من الاختبارات التشخيصية تحت التجربة: 
- التشخيصات في حقيبة، بناء على تفاعل توسيع إنزيمات جينات الحمض النووي والوليميراز (بالإنجليزية:Recombinase Polymerase Amplification (RPA)). المعدات الجديدة التي بحجم جهاز الحاسوب المحمول وتعمل على الطاقة الشمسية تسمح أن تتم الاختبارات في المناطق النائية; بدأ الاختبار في غينيا خلال يناير 2015.[38]
- في ديسمبر 2014،إدارة الغذاء والدواء وافقت على اختبار (بالإنجليزية: LightMix (R) Ebola Zaire rRT-PCR) لإستخدامات الطوارئ على المرضى الذين يعانون من أعراض الإيبولا.[39]
- معهد ماساتشوستس للتكنولوجيا طور اختبار مدته 10 دقائق باستخدام تقنية مصفوفة التشخيص المتعدد (بالإنجليزية:Matrix Multiplexed Diagnostic (MMDx)). ولا بد من إكمال التجارب على هذا الاختبار ليحظى بموافقةإدارة الغذاء والدواء[40]
- مؤسسة كورجينيكس الطبية أعلنت في 26 فبراير أن الهيئات التنظيمية الصحية وافقت على اختبارها السريع لفيروس إيبولا لاستخدامه في حالات الطوارئ. الاختبار السريع للمولد المضاد ReEBOV يتضمن وضع قطرة من الدم على شريط ورقي وانتظار 15 دقيقة على الأقل للتفاعل.[41]
- في 29 مارس، وضع علماء عسكريون بريطانيون مع وكالة الصحة الوطنية في سيراليون مجموعة جديدة من أدوات تشخيص/اختبار فيروس إيبولا.

## منقي الدم
منقي الدم هو عبارة عن خرطوشة للاستخدام الواحد، مصمم للاستخدام مع آلات غسيل الكلى وأدوات ضخ الدم. منقي الدم يعمل عن طريق إزالة المواد الضارة من الدم انتقائيًّا، مما يعطي طريقة ممكنة لمعالجة الأمراض. خلال أكتوبر 2014 تم استخدام منقي الدم كعلاج مساعد عند علاج مريض يعاني من إيبولا، المريض بعد ذلك تعافى. وبالتالي، إدارة الغذاء والدواء وافقت على هذا الجهاز لاختبار 20 مريض إيبولا على الأكثر في الولايات المتحدة الأمريكية.